# Tẩy não

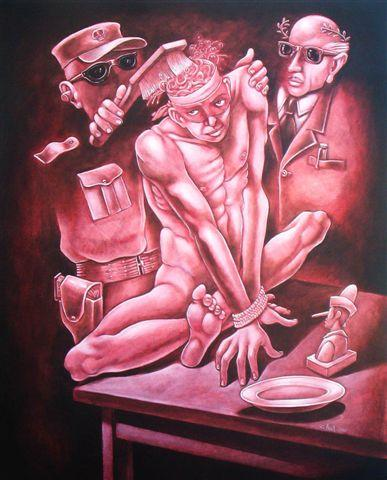
Một mô tả châm biếm về tẩy não

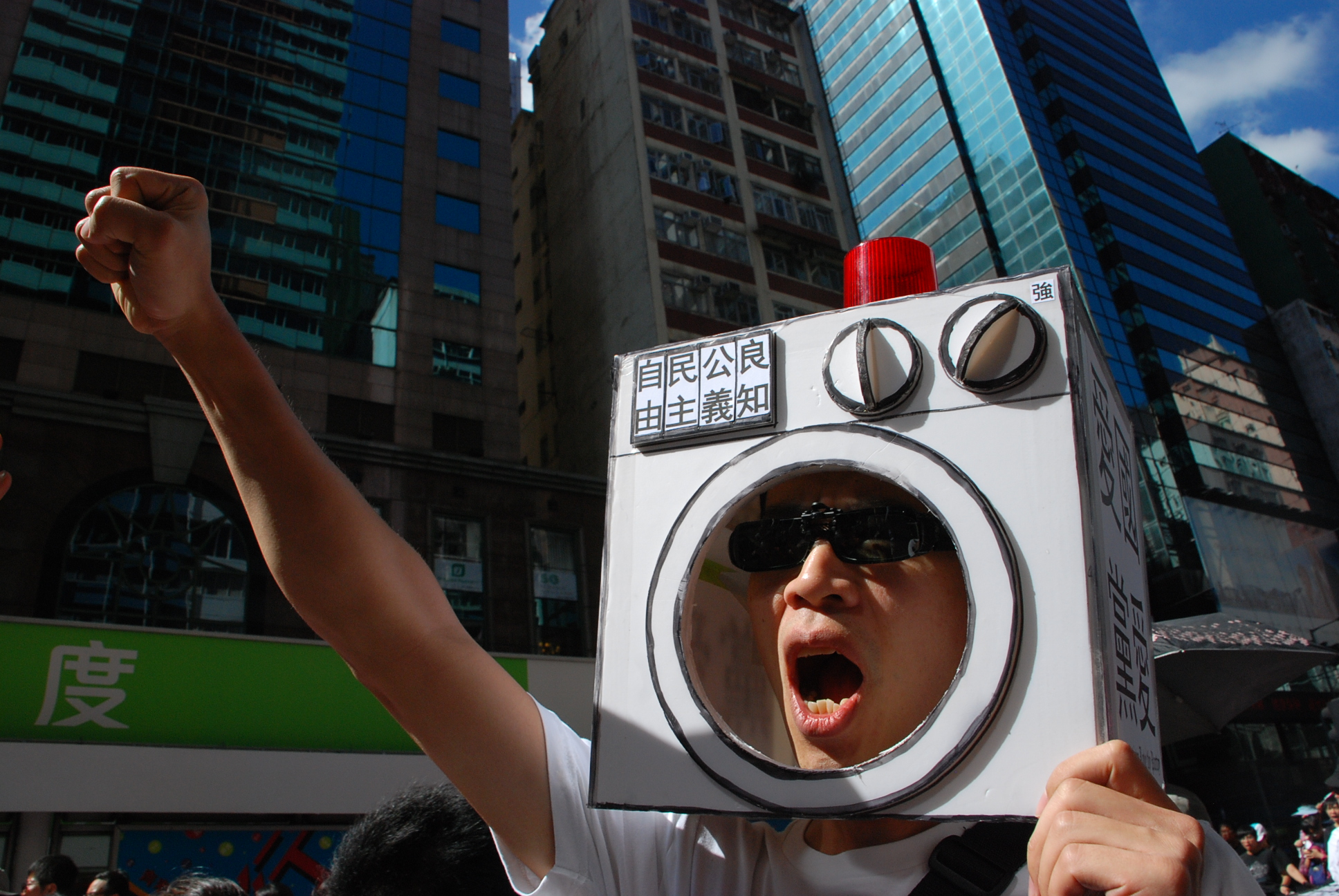
Một cuộc biểu tình vào tháng 7 năm 2012 tại Hồng Kông chống lại khía cạnh "tẩy não" của giáo dục đạo đức và quốc gia

Tẩy não (còn được gọi là kiểm soát tâm trí, thuyết phục cưỡng chế, kiểm soát suy nghĩ, cải cách tư duy và giáo dục lại) là khái niệm rằng tâm trí con người có thể bị thay đổi hoặc kiểm soát bởi một số kỹ thuật tâm lý. Tẩy não được cho là làm giảm khả năng suy nghĩ nghiêm túc hoặc độc lập của chủ thể, để cho phép đưa những suy nghĩ và ý tưởng mới, không mong muốn vào tâm trí của chủ thể, cũng như thay đổi thái độ, giá trị và niềm tin của người này.
Khái niệm tẩy não ban đầu được phát triển vào những năm 1950 để giải thích cách chính phủ Trung Quốc làm thế nào để khiến mọi người hợp tác với họ. Những người ủng hộ khái niệm này cũng đã xem xét Đức Quốc xã, về một số vụ án hình sự ở Hoa Kỳ và hành động của những kẻ buôn người. Sau đó, nó đã được Margaret Singer, Philip Zimbardo và một số người khác áp dụng trong phong trào chống giáo phái để giải thích việc chuyển đổi sang một số phong trào tôn giáo mới và các nhóm khác. Điều này dẫn đến cuộc tranh luận về khoa học và pháp lý  với Eileen Barker, James Richardson và các học giả khác, cũng như các chuyên gia pháp lý, bác bỏ ít nhất là sự hiểu biết phổ biến về tẩy não.
Khái niệm tẩy não đôi khi liên quan đến các vụ án pháp lý, đặc biệt là liên quan đến các vụ án về quyền nuôi con; và cũng là một chủ đề trong khoa học viễn tưởng và phê bình về văn hóa chính trị và doanh nghiệp hiện đại. Mặc dù thuật ngữ này xuất hiện trong phiên bản thứ năm của Cẩm nang Chẩn đoán và Thống kê Rối loạn Tâm thần (DSM-5) của Hiệp hội Tâm thần Hoa Kỳ , tẩy não không được chấp nhận là sự thật khoa học  và được mô tả là giả khoa học.